# Eusebio Ignacio Hernández Sola
Eusebio Ignacio Hernández Sola (Cárcar, 29 luglio 1944) è un vescovo cattolico spagnolo, dal 28 giugno 2022 vescovo emerito di Tarazona.

## Biografia
Eusebio Ignacio Hernández Sola è nato a Cárcar il 29 luglio 1944 da Ignacio e Áurea. È il maggiore di quattro fratelli.

### Formazione e ministero sacerdotale
Il 12 settembre 1955 è entrato nel seminario minore dell'Ordine degli agostiniani recolletti a Lodosa. Dal 1958 al 1964 ha studiato discipline umanistiche e filosofia a Hondarribia. Dal 1963 al 1964 ha compiuto il periodo di noviziato nel convento dell'ordine a Monteagudo. Il 30 agosto 1964 ha emesso la prima professione. Dal 1964 al 1968 ha studiato teologia a Marcilla. Il 30 agosto 1967 ha emesso la professione solenne a Marcilla.
Nel 1967 è stato ordinato diacono e il 7 luglio dell'anno successivo presbitero. Poco dopo è stato nominato vicario coadiutore della parrocchia di Santa Rita a Madrid. Lo stesso anno ha iniziato gli studi di diritto canonico alla Pontificia Università di Comillas. L'anno seguente è stato trasferito nella residenza universitaria "Augustinus" con l'incarico di direttore spirituale dei circa 160 studenti che ospitava. Ha concluso gli studi di diritto canonico nel 1971 con il dottorato. Dal 1969 al 1974 ha studiato giurisprudenza all'Università Complutense di Madrid. Dal 1974 al 1975 ha svolto attività legale presso l'università e nei tribunali di Madrid e ha insegnato diritto canonico nel Teologato agostiniano di Marcilla.
Il 3 novembre 1975 è entrato in servizio nella Congregazione per i religiosi e gli istituti secolari come vice-segretario di 2ª classe. L'anno successivo è diventato direttore del dipartimento per la formazione e l'animazione della vita religiosa e responsabile della preparazione e pubblicazione dei documenti del dicastero. È stato anche direttore della scuola biennale di teologia e diritto della vita consacrata. Nel 1986 è stato promosso a vice-segretario di 1ª classe, nel 1988 ad assistente di studio e nel 1995 papa Giovanni Paolo II lo ha nominato capo ufficio. I superiori della Congregazione gli hanno affidato missioni in molti paesi del mondo. Ha partecipato a vari congressi sulla vita consacrata e la pastorale vocazionale. Durante questo periodo ha svolto servizi pastorali con il suo ordine nella città di Roma.

### Ministero episcopale
Il 29 gennaio 2011 papa Benedetto XVI lo ha nominato vescovo di Tarazona. Ha ricevuto l'ordinazione episcopale il 19 marzo successivo nella chiesa di Nostra Signora di Veruela dall'arcivescovo Manuel Monteiro de Castro, segretario della Congregazione per i vescovi, co-consacranti il cardinale Francisco Álvarez Martínez, arcivescovo metropolita di Toledo, e l'arcivescovo Renzo Fratini, nunzio apostolico in Spagna e Andorra. Durante la stessa celebrazione ha preso possesso della diocesi.
Il 20 aprile 2011 ha riaperto al culto la cattedrale di Nostra Signora dell'Orto a Tarazona, chiusa dal 1985 per lunghi lavori di restauro conservativo.
Nel febbraio del 2014 e nel dicembre del 2021 ha compiuto la visita ad limina.
In seno alla Conferenza episcopale spagnola è membro delle commissioni per la vita consacrata dal 2011 e per il clero e i seminari dal marzo del 2020. In precedenza è stato membro della commissione per i seminari e le università dal 2014 al 2020.
Il 29 marzo 2014 papa Francesco lo ha nominato membro della Congregazione per gli istituti di vita consacrata e le società di vita apostolica. Il 28 maggio 2019 il pontefice gli ha rinnovato il mandato per un altro quinquennio.
Il 28 giugno 2022 lo stesso papa ha accolto la sua rinuncia al governo pastorale della diocesi di Tarazona per raggiunti limiti di età; gli è succeduto Vicente Rebollo Mozos, fino ad allora vicario episcopale per gli affari economici dell'arcidiocesi di Burgos. Si è congedato dalla diocesi con due messe celebrate il 28 agosto alle ore 11 nella cattedrale di Nostra Signora dell'Orto a Tarazona e l'8 settembre alle ore 11 nella collegiata di Santa Maria Maggiore a Calatayud.

## Genealogia episcopale
La genealogia episcopale è:
- Cardinale Scipione Rebiba
- Cardinale Giulio Antonio Santori
- Cardinale Girolamo Bernerio, O.P.
- Arcivescovo Galeazzo Sanvitale
- Cardinale Ludovico Ludovisi
- Cardinale Luigi Caetani
- Cardinale Ulderico Carpegna
- Cardinale Paluzzo Paluzzi Altieri degli Albertoni
- Papa Benedetto XIII
- Papa Benedetto XIV
- Papa Clemente XIII
- Cardinale Marcantonio Colonna
- Cardinale Giacinto Sigismondo Gerdil, B.
- Cardinale Giulio Maria della Somaglia
- Cardinale Carlo Odescalchi, S.I.
- Cardinale Costantino Patrizi Naro
- Cardinale Lucido Maria Parocchi
- Papa Pio X
- Papa Benedetto XV
- Papa Pio XII
- Cardinale Eugène Tisserant
- Papa Paolo VI
- Cardinale Agostino Casaroli
- Cardinale Manuel Monteiro de Castro
- Vescovo Eusebio Ignacio Hernández Sola, O.A.R.

## Araldica
| Stemma | Blasonatura | Interpretazione |
| ------ | --- | --- |
|        | D'azzurro al monte di tre vette d'oro uscente dalla punta, addestrato dalla stella (7) dello stesso, al capo d'argento al cuore ardente e trafitto di rosso, posato su un libro chiuso e disteso al naturale. Ornamenti esterni da vescovo. Motto: Caritas in veritate. | Lo scudo è di forma rinascimentale ed è spesso usato nell'araldica ecclesiastica. La montagna, qui rappresentata in forma araldica, ricorda il Moncayo, una monte che si trova nel territorio della diocesi di Tarazona. La stella, un simbolo mariano, ricorda il santuario di Nostra Signora di Moncayo, alla cui protezione materna il vescovo Hernández Sola ha affidato il suo ministero pastorale. L'azzurro simboleggia principalmente la separazione dai valori terreni e l'ascensione dell'anima verso Dio; quindi, il percorso delle virtù che ci conduce dalle cose di questa terra al cielo. L'argento è il simbolo della trasparenza, quindi della verità e della giustizia che deve accompagnare lo zelo pastorale del vescovo. Il capo dello scudo contiene lo stemma dell'Ordine degli agostiniani recolletti. Lo stemma è completato con gli ornamenti esterni che sono una croce processionale episcopale d'oro, posta dietro allo scudo e che si estende sopra e sotto lo stesso e un cappello ecclesiastico chiamato galero, con sei nappe in tre file su entrambi i lati dello scudo. Queste sono le insegne araldiche di un prelato del grado di vescovo come da disposizione della Santa Sede del 31 marzo 1969. |